# François E. Matthes

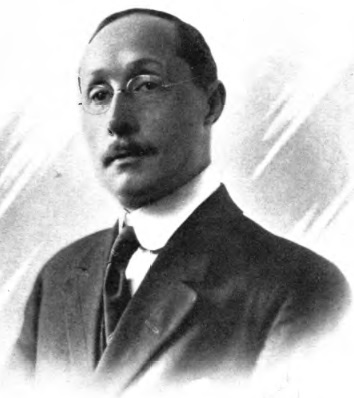
Matthes (um 1915)

François Émile Matthes (* 16. März 1874 in Amsterdam; † 21. Juni 1948) war Geologe und Experte für topografische Kartografie, Gletscher und den Klimawandel.
Er kartierte abgelegene Gebiete des amerikanischen Westens für den United States Geological Survey (USGS), was zeitlich gesehen mit der Entwicklung dieser Gebiete zu Nationalparks zusammenfiel.
Zudem war er einer der Gründer der Association of American Geographers und diente als deren Präsident.
Matthes löste einen Streit über die Entstehung des Yosemite Valley aus.
Seine Erkenntnisse über Gletscher führten die Begriffe Nivation und Kleine Eiszeit ein.

## Kindheit
Die zweieiigen Zwillinge François und Gerard Matthes wurden am 16. März 1874 geboren. Ihr Vater, Willem Ernst Matthes (1842–1906), war Teilhaber der erfolgreichen Firma Matthes und Bormeester, die Kolonialkautschuk, Indigo und Hanf aus Niederländisch-Indien importierte.
Schon in jungen Jahren wurden beide Jungen im technischen Zeichnen mit Bleistift, Kohle und Tinte auf Transparentpapier mit Reißbrett und Dreieck unterrichtet. Auf Grund einer durch die Malariakrankheit verschriebenen Therapie verließ die Familie Amsterdam und zog in die Alpen.
Bei Besuchen brachte Willem den Jungen auch das Bergsteigen bei, und ihr Lieblingsklettersteig war der Dent de Jaman. Ihr Vater schenkte ihnen in Leinen gebundene Militärkarten der Serie General Dufour.

## Ausbildung
1884 reisten die Zwillinge mit ihrer Mutter in die Schweiz, um in Courgevaux eine Schule für ausländische Studenten zu besuchen. Sie wohnten ein Jahr lang in einem Flügel eines nahegelegenen Schlosses und lernten Französisch. In den Jahren 1885 bis 1887 lebten sie in Montreux, wo sie Deutsch als Unterrichtsfach hatten, um sich auf ihr Studium in Frankfurt vorzubereiten. In Frankfurt lernten die Jungen ihre vierte Sprache, Englisch. Die Jungen besuchten die Klingerschule und wohnten zusammen mit vier anderen Klassenkameraden im Haus eines ihrer Lehrer. Sie belegten an einer deutschen Universität Grundkurse für ihr angestrebtes Ingenieursstudium. Ein Gastprofessor von der Harvard University riet den beiden Jungen, stattdessen in die Vereinigten Staaten zu gehen.
Im September 1891 fuhren die beiden Brüder in die Vereinigten Staaten, kamen wegen eines Unwetters aber zu spät, um zum Wintersemester mit dem Studium am zu starten. Mit der Hilfe des Präsidenten des Massachusetts Institute of Technology konnten sie sich für das Bauingensieursstudium einschreiben. September 1891 schifften sich die Brüder in die Vereinigten Staaten ein. Sie reisten auch nach Chicago, um die World’s Columbian Exposition  zu besuchen. Im Sommer 1894 besuchten sie eine Feldschule des MIT in den Adirondack Mountains.
Die Brüder schlossen ihr Studium am 28. Mai 1895 mit Auszeichnung ab und erhielten den Bachelor of Science. 1896 erhielten beide die amerikanische Staatsbürgerschaft.

## Topografische Jahre
Am 1. Juni 1895 begann Matthes seine erste Stelle als Messtechniker und Zeichner im städtischen Ingenieurbüro von Rutland, Vermont. Er half bei der Erstellung detaillierter topografischer Vermessungen innerhalb der Stadt. Er trat 1896 dem United States Geological Survey bei und blieb dort 51 Jahre lang bis zu seiner Pensionierung. Vom 1. Juni 1896 bis zum 1. November 1896 blieb er als Traverse Man in Neuengland. Dann wurde er zum Feldassistenten befördert und arbeitete im Indianergebiet (heute Oklahoma). Eine Zeit lang war er stellvertretender Chefzeichner und für die Korrekturarbeiten vor Ort verantwortlich. Am 1. April 1898, nachdem er die Prüfung für den bundesstaatlichen öffentlichen Dienst bestanden hatte, wurde er zum stellvertretenden Topographen befördert.
Als Gruppenleiter im Wyoming Quadrangle organisierte Matthes seine Mannschaft und Ausrüstung effektiv für lange Packtouren durch abgelegene Gebiete, deren Zugang und Durchquerung körperlich anstrengend waren. Am 1. Juli 1899 wurde er zum Topographen befördert.
Matthes war der Ansicht, dass Topographen nicht nur Linien zeichnen, sondern auch die Geologie der Landformen studieren sollten, um relevante Karten zu erstellen. Zu diesem Zweck schrieb Matthes im Winter 1899 seine erste wissenschaftliche Veröffentlichung mit dem Titel Glacial Sculpture of the Bighorn Mountains, Wyoming, die als Standardwerk diente und in der Matthes erstmals den Begriff „Nivation“ verwendete.

## Hochzeit
François und Edith Lovell Coyle (18. September 1879 – 4. Januar 1963) heirateten am 7. Juni 1911. Am selben Tag reiste das Paar in den Staat Washington, damit Matthes mit der Kartierung des Mount Rainier fortfahren konnte.

## Geologische Jahre
Matthes hatte während seiner Zeit als Topograph über Geomorphologie geschrieben und Vorlesungen gehalten. Am 1. Juli 1913 versetzte der Geologische Dienst Matthes von der Topographischen in die Geographische Abteilung, die erste derartige Versetzung überhaupt. Während seiner Zeit als Geologe griff er in seinen Feldnotizen noch immer auf Höhenlinien zurück, um die von ihm untersuchten Landformen darzustellen.
Seine Forschungen in der Sierra Nevada wurden immer wieder durch Sonderaufträge unterbrochen:
- Während des Ersten Weltkrieges wurde er zu den Militärstandorten Camp McClellan (Alabama) und Camp Gordon (Georgia) geschickt, um deren geologische Umgebung zu beschreiben.
- Gleich nach dem Krieg nahm er ab dem 8. Juli 1919 an drei aufeinanderfolgenden Tagen an der Joseph LeConte -Vortragsreihe im Yosemite-Nationalpark teil. Der erste und dritte Tag fanden in einem überdachten Pavillon statt, der zweite Vortrag wurde jedoch am Glacier Point gehalten, 980 m über dem Talboden.
- Von 1928 bis 1934 arbeitete er an geologischen Problemen entlang des Mississippi-Tals im Mittleren Westen der USA.

Von 1932 bis 1946 veröffentlichte Matthes jährlich eine detaillierte Zusammenfassung und Analyse von Gletscherdaten im Magazin Transactions. Von 1935 bis 1936 begann Matthes in Zusammenarbeit mit dem National Park Service mit der Erkundung des Sequoia-Nationalparks. Die Sequoia-Alben erwiesen sich für den Park Service als unschätzbar wertvoll, aber The Geologic History of Mount Whitney war die einzige andere Veröffentlichung, die er im Rahmen seiner Untersuchungen fertigstellte.
1937 nahm Matthes seine Studien im Yosemite-Nationalpark wieder auf und erreichte die Ostfront der Sierra Nevada. Dort stellte er fest, dass die östliche Böschung während frühpleistozäner Verwerfungen entstanden war, womit er den Ursprung jüngeren Datums ansetzte als zuvor berechnet. Er kehrte in den nächsten zwei Jahren in das Gebiet zurück, um Belege zu sammeln.
Den größten Teil des Jahres 1941 schrieb Matthes ein Kapitel für die Buchreihe Physics of the Earth des National Research Council. In dem Artikel stellte Matthes fest, dass die meisten Gletscher im Westen der Vereinigten Staaten keine Überreste des Pleistozäns seien, wie zuvor angenommen, sondern „modern“ und in den letzten 4000 Jahren entstanden. Er identifizierte dieses Phänomen als die Kleine Eiszeit.

## Ruhestand und Tod
Mathes ging am 7. Juni 1947 offiziell in den Ruhestand. François und Edith blieben noch einige Monate in Washington, D.C. und zogen dann nach El Cerrito, Kalifornien. Dort begann Matthes mit der Organisation seiner Arbeiten, bis er im Februar 1948 die Aufgabe des Planers für die Sitzungen des Komitees für Schnee und Gletscher übernahm.
Matthes erlitt am 18. April 1948  einen Herzinfarkt und starb am 21. Juni 1948.
Am 18. September 1948 wurde seine Asche im Yosemite-Nationalpark dem Incomparable Valley übergeben.

## Ehrungen
- Im Jahr 1920 wurde er von König Albert von Belgien zum Chevalier (Ritter) des Ordens von Leopold II. ernannt.[17]

- Matthes war bei den Boy Scouts of America aktiv. 1915 wurde er Scoutmaster einer Gruppe in Washington, D.C. 1931 wurde Matthes der Silver Beaver Award für „herausragende Verdienste um die Kindheit“ verliehen. Vermessungswesen war 1911 ein erstes Verdienstabzeichen und Matthes schrieb den Abschnitt über die Kartierung der Broschüre zum Vermessungsabzeichen.[18][19]

- Im Jahr 1947 wurde ihm während der Abschlussfeier der University of California, Berkeley vom Universitätspräsidenten Robert Gordon Sproul ein Ehrendoktortitel (LL.D.) verliehen.

- Am 18. April 1948 erhielt er den ersten Distinguished Service Award (DSA) vom US-Innenministerium, das den USGS beaufsichtigt.

- Im Jahr 1949 benannte der Sierra Club, dessen Ehrenvizepräsident Matthes war, Matthes Crest und Matthes Lake ihm zu Ehren.[20]

- Die Cryosphere Specialty Group der Association of American Geographers (AAG) sponsert den François Émile Matthes Award. Dieser Preis wurde erstmals 2007 verliehen und an verdiente Personen für ihr Lebenswerk in der Kryosphärenforschung vergeben.

## Ausgewählte Werke
- Das unvergleichliche Tal: Eine geologische Interpretation des Yosemite-Nationalparks[21] (Enthält 24 Fotografien von Ansel Adams)[22]
- Sequoia-Nationalpark, ein geologisches Album[23]
- Die Geschichte des Yosemite-Tals[24] (enthält Fotografien von Frank C. Calkins)
- Geologische Geschichte des Yosemite Valley[25]
- Skizze des Yosemite-Nationalparks und ein Bericht über die Entstehung der Yosemite- und Hetch-Hetchy-Täler[26]
- Mount Rainier und seine Gletscher: Mount Rainier Nationalpark[27]
- The Relation of Geology To Topography[28] (von Douglas Wilson Johnson mit Matthes als Illustrator, der Beispiele guter und schlechter Kartierung vergleicht)

## Vermächtnis
Fritiof Fryxell, ein Geologe und Schriftsteller, veröffentlichte fünf Bände mit Matthes‘ nicht gesammelten Werken.
Die Papiere von François Matthes wurden der Bancroft Library 1961 von seiner Witwe Edith Matthes gespendet. In den Jahren 1961, 1966 und 1973 wurden sie von Fritiof Fryxell ergänzt.
1879 wurde der deutsche Bildhauer Robert Cauer der Ältere beauftragt, Marmorbüsten der fünfjährigen Zwillinge anzufertigen. Die Büsten wurden auf Mahagonisockel gestellt und in ihrem Haus in Amsterdam ausgestellt. 1950 schenkte Edith Matthes die Büsten dem Augustana College in Rock Island, Illinois, wo sie noch heute Teil der Sammlung des Teaching Museum of Art sind.
Der Zwillingsbruder Gerard Hendrik Matthes [16. März 1874 – 3. März 1959 (84 Jahre alt)] war im Laufe seiner 45-jährigen Karriere ein bedeutender Hydrologe, ebenfalls beim US Geological Survey.
Zu den nach François benannten geografischen Orten gehören:
- Matthes-Gletscher (Antarktische Halbinsel)
- Matthes-Gletscher (Sierra National Forest)
- François Matthes Trail (Grand Canyon Nationalpark)
- François Matthes Point (Nordrand des Grand Canyon Nationalparks)
- Matthes Crest (Yosemite-Nationalpark)
- Matthes Lake (Yosemite-Nationalpark)